# Skoky do vody na mistrovství světa v plaveckých sportech
Závody mistrovství světa ve skocích do vody se pořádají od roku 1973 v rámci mistrovství světa v plaveckých sportech.

## Medailová bilance z MS v skocích do vody (1973–2023)
- Do tabulky nejsou započteny medaile ze skoků do vody z velkých výšek.

| Pořadí | Stát                     |       | Muži    | Muži  | Muži  |         | Ženy  | Ženy  | Ženy    |       | Tým   | Tým     | Tým   |  | Muži + Ženy + Tým | Muži + Ženy + Tým | Muži + Ženy + Tým | Celkem | První medaile |
| Pořadí | Stát                     | Zlato | Stříbro | Bronz | Zlato | Stříbro | Bronz | Zlato | Stříbro | Bronz | Zlato | Stříbro | Bronz |  |                   |                   |                   | Celkem | První medaile |
| ------ | ------------------------ | ----- | ------- | ----- | ----- | ------- | ----- | ----- | ------- | ----- | ----- | ------- | ----- |  | ----------------- | ----------------- | ----------------- | ------ | ------------- |
| 1.     | Čína (CHN)               |       | 30      | 24    | 14    |         | 33    | 31    | 14      |       | 57    | 5       | 3     |  | 120               | 60                | 31                | 211    | 1982          |
| 2.     | Rusko (RUS)              |       | 6       | 5     | 10    |         | 6     | 7     | 4       |       | 4     | 12      | 6     |  | 16                | 24                | 20                | 60     | 1973          |
| 3.     | USA (USA)                |       | 9       | 8     | 5     |         | 4     | 5     | 6       |       | 0     | 4       | 9     |  | 13                | 17                | 20                | 50     | 1973          |
| 4.     | Kanada (CAN)             |       | 3       | 2     | 1     |         | 3     | 3     | 8       |       | 0     | 10      | 5     |  | 6                 | 15                | 14                | 35     | 1994          |
| 5.     | Austrálie (AUS)          |       | 1       | 1     | 3     |         | 2     | 2     | 3       |       | 2     | 5       | 6     |  | 5                 | 8                 | 12                | 25     | 1998          |
| 6.     | Spojené království (GBR) |       | 2       | 1     | 4     |         | 0     | 0     | 0       |       | 1     | 8       | 5     |  | 3                 | 9                 | 9                 | 21     | 2005          |
| 7.     | Itálie (ITA)             |       | 2       | 2     | 3     |         | 1     | 1     | 6       |       | 0     | 3       | 3     |  | 3                 | 6                 | 12                | 21     | 1973          |
| 8.     | Německo (GER)            |       | 0       | 3     | 7     |         | 1     | 3     | 5       |       | 1     | 6       | 9     |  | 2                 | 12                | 21                | 35     | 1973          |
| 9.     | Ukrajina (UKR)           |       | 0       | 2     | 0     |         | 1     | 1     | 1       |       | 1     | 4       | 4     |  | 2                 | 7                 | 5                 | 14     | 1975          |
| 10.    | Mexiko (MEX)             |       | 0       | 3     | 3     |         | 1     | 0     | 3       |       | 0     | 6       | 7     |  | 1                 | 9                 | 13                | 23     | 1975          |
| 11.    | Malajsie (MAS)           |       | 0       | 0     | 0     |         | 1     | 0     | 2       |       | 0     | 1       | 4     |  | 1                 | 1                 | 6                 | 8      | 2009          |
| 12.    | Severní Korea (PRK)      |       | 0       | 0     | 0     |         | 1     | 0     | 0       |       | 0     | 1       | 2     |  | 1                 | 1                 | 2                 | 4      | 2015          |
| 13.    | Švédsko (SWE)            |       | 0       | 0     | 0     |         | 1     | 1     | 1       |       | 0     | 0       | 0     |  | 1                 | 1                 | 1                 | 3      | 1973          |
| 14.    | Francie (FRA)            |       | 0       | 0     | 0     |         | 0     | 0     | 0       |       | 1     | 1       | 1     |  | 1                 | 1                 | 1                 | 3      | 2017          |
| 15.    | Nizozemsko (NED)         |       | 1       | 0     | 0     |         | 0     | 0     | 0       |       | 0     | 0       | 0     |  | 1                 | 0                 | 0                 | 1      | 1991          |
| 16.    | Zimbabwe (ZIM)           |       | 1       | 0     | 0     |         | 0     | 0     | 0       |       | 0     | 0       | 0     |  | 1                 | 0                 | 0                 | 1      | 1994          |
| 17.    | Japonsko (JPN)           |       | 0       | 1     | 1     |         | 0     | 0     | 0       |       | 0     | 1       | 2     |  | 0                 | 2                 | 3                 | 5      | 2001          |
| 18.    | Bělorusko (BLR)          |       | 0       | 2     | 2     |         | 0     | 0     | 0       |       | 0     | 0       | 0     |  | 0                 | 2                 | 2                 | 4      | 1975          |
| 19.    | Česko (CZE)              |       | 0       | 0     | 0     |         | 0     | 1     | 1       |       | 0     | 0       | 0     |  | 0                 | 1                 | 1                 | 2      | 1973          |
| 20.    | Kuba (CUB)               |       | 0       | 1     | 0     |         | 0     | 0     | 0       |       | 0     | 0       | 1     |  | 0                 | 1                 | 1                 | 2      | 2005          |
| 21.    | Gruzie (GEO)             |       | 0       | 0     | 1     |         | 0     | 0     | 0       |       | 0     | 0       | 0     |  | 0                 | 0                 | 1                 | 1      | 1991          |
| 22.    | Finsko (FIN)             |       | 0       | 0     | 1     |         | 0     | 0     | 0       |       | 0     | 0       | 0     |  | 0                 | 0                 | 1                 | 1      | 2003          |
| 23.    | Jižní Korea (KOR)        |       | 0       | 0     | 0     |         | 0     | 0     | 1       |       | 0     | 0       | 0     |  | 0                 | 0                 | 1                 | 1      | 2019          |
| Celkem | Celkem                   |       | 55      | 55    | 55    |         | 55    | 55    | 55      |       | 67    | 67      | 67    |  | 177               | 177               | 177               | 531    |               |

### Zaniklé státy
- Medaile Německé demokratické republiky (GDR) jsou připočteny k Spolkové republice Německo (FRG+GER).
- Medaile dalších zaniklých států jsou rozděleny podle klíče, ve které svazové (federativní) republice se medailista připravoval. Nikoliv podle národnosti. Medaile z týmů jsou rozděleny nástupnickým zemím.

| Pořadí | Stát                   |       | Muži    | Muži  | Muži  |         | Ženy  | Ženy  | Ženy    |       | Tým   | Tým     | Tým   |  | Muži + Ženy + Tým | Muži + Ženy + Tým | Muži + Ženy + Tým | Celkem |
| Pořadí | Stát                   | Zlato | Stříbro | Bronz | Zlato | Stříbro | Bronz | Zlato | Stříbro | Bronz | Zlato | Stříbro | Bronz |  |                   |                   |                   | Celkem |
| ------ | ---------------------- | ----- | ------- | ----- | ----- | ------- | ----- | ----- | ------- | ----- | ----- | ------- | ----- |  | ----------------- | ----------------- | ----------------- | ------ |
| 1.     | Sovětský svaz (URS)    |       | 0       | 3     | 4     |         | 3     | 4     | 2       |       | 0     | 0       | 0     |  | 3                 | 7                 | 6                 | 16     |
| 2.     | Východní Německo (GDR) |       | 0       | 2     | 1     |         | 1     | 2     | 1       |       | 0     | 0       | 0     |  | 1                 | 4                 | 2                 | 7      |
| 3.     | Československo (TCH)   |       | 0       | 0     | 0     |         | 0     | 1     | 1       |       | 0     | 0       | 0     |  | 0                 | 1                 | 1                 | 2      |
| Celkem | Celkem                 |       | 0       | 5     | 5     |         | 4     | 7     | 4       |       | 0     | 0       | 0     |  | 4                 | 12                | 9                 | 25     |

## Medailisté v skocích vody
- Tabulky jsou řazeny s preferencí podle individuálních medailí.

### Rekordmani
- 3 a více individuálních zlatých medailí

| Pořadí | Jméno              | Roč. | Stát   | Spec. | Období    | Individuální | Individuální | Individuální |       | Dohromady s týmem | Dohromady s týmem | Dohromady s týmem | Celkem |
| Pořadí | Jméno              | Roč. | Stát   | Spec. | Období    | Zlato        | Stříbro      | Bronz        | Zlato | Stříbro           | Bronz             |                   | Celkem |
| ------ | ------------------ | ---- | ------ | ----- | --------- | ------------ | ------------ | ------------ | ----- | ----------------- | ----------------- | ----------------- | ------ |
| 1.     | Kuo Ťing-ťing      | 1981 | Čína   | prkno | 1998–2009 | 5            | 1            | 0            |       | 10                | 1                 | 0                 | 11     |
| 2.     | Gregory Louganis   | 1960 | USA    | mix   | 1978–1986 | 5            | 0            | 0            |       | 5                 | 0                 | 0                 | 5      |
| 3.     | Dmitrij Sautin     | 1974 | Rusko  | mix   | 1994–2007 | 4            | 1            | 2            |       | 5                 | 1                 | 3                 | 9      |
| 4.     | Š' Tching-mao      | 1991 | Čína   | prkno | 2011–2019 | 4            | 1            | 0            |       | 8                 | 1                 | 0                 | 9      |
| 5.     | Wang Cung-jüan     | 2001 | Čína   | prkno | 2019–2023 | 4            | 0            | 0            |       | 6                 | 0                 | 0                 | 6      |
| 6.     | Che C'             | 1990 | Čína   | prkno | 2007–2015 | 3            | 2            | 1            |       | 4                 | 2                 | 1                 | 7      |
| 7.     | Alexandre Despatie | 1985 | Kanada | mix   | 2001–2009 | 3            | 2            | 1            |       | 3                 | 3                 | 2                 | 8      |
| 8.     | Che Čchung         | 1987 | Čína   | prkno | 2005–2013 | 3            | 1            | 1            |       | 5                 | 1                 | 1                 | 7      |
| 9.     | Irina Kalininová   | 1959 | Rusko  | mix   | 1973–1978 | 3            | 1            | 1            |       | 3                 | 1                 | 1                 | 5      |
| 10.    | Čchiou Po          | 1993 | Čína   | věž   | 2009–2015 | 3            | 1            | 0            |       | 4                 | 1                 | 0                 | 5      |
| 11.    | Čchen I-wen        | 1999 | Čína   | prkno | 2019–2023 | 3            | 0            | 0            |       | 5                 | 0                 | 0                 | 5      |
| 11.    | Čchen Jü-si        | 2005 | Čína   | věž   | 2019–2023 | 3            | 0            | 0            |       | 5                 | 0                 | 0                 | 5      |
| 13.    | Sie S'-i           | 1996 | Čína   | prkno | 2015–2019 | 3            | 0            | 0            |       | 4                 | 1                 | 1                 | 6      |
| 14.    | Philip Boggs       | 1949 | USA    | prkno | 1973–1978 | 3            | 0            | 0            |       | 3                 | 0                 | 0                 | 3      |
| 15.    | Kao Min            | 1970 | Čína   | prkno | 1986–1991 | 3            | 0            | 0            |       | 3                 | 0                 | 0                 | 3      |

### Česko
| Pořadí | Jméno              | Ročník | Speci. | Období | Individuální | Individuální | Individuální |       | Dohromady s týmem | Dohromady s týmem | Dohromady s týmem | Celkem |
| Pořadí | Jméno              | Ročník | Speci. | Období | Zlato        | Stříbro      | Bronz        | Zlato | Stříbro           | Bronz             |                   | Celkem |
| ------ | ------------------ | ------ | ------ | ------ | ------------ | ------------ | ------------ | ----- | ----------------- | ----------------- | ----------------- | ------ |
| 1.     | Milena Duchková    | 1952   | věž    | 1973   | 0            | 1            | 0            |       | 0                 | 1                 | 0                 | 1      |
| 2.     | Heidemarie Bártová | 1965   | prkno  | 1991   | 0            | 0            | 1            |       | 0                 | 0                 | 1                 | 1      |